# Christine Hakim
Herlima Christine Natalia Hakim Embaixador(a) da boa vontade da UNESCO (Indonésia, 25 de dezembro de 1956) é uma atriz, produtora cinematográfica e ativista indonésia.